# Sommarnäs kyrka
Sommarnäs kyrka (finska: Somerniemen kirkko) är en luthersk träkyrka belägen i Sommarnäs i Somero stad i det finländska landskapet Egentliga Finland. Kyrkan ligger i byn Härjänlahti vid sjön Painio. Den ägs av Somero församling och används av Sommarnäs kapellförsamling.

## Historia och arkitektur
Sommarnäs kyrka är en långhuskyrka utan klocktorn, som färdigställdes år 1813 efter ritningar av Anton Wilhelm Arppes. Sakristian är placerad på kyrkans norra sidan, medan tamburen ligger på den södra sidan. Taket i kyrksalen har trävalv. Invid kyrkan finns en klockstapel, byggd 1748, med två kyrkklockor, varav den ena är tillverkad år 1746 och den andra år 1889.
Kyrkans orgel, byggd av Matti Erola år 1980, har 12 stämmor. Altartavlan, som är målad av en okänd konstnär, avbildar Kristus i Getsemane och den heliga nattvarden. Predikstolen är dekorerad med målningar av Urho Lehtinen från 1935. Lehtinens tidigare altartavla, som föreställer korsfästelsen, förvaras i sakristian.

### Hjältegravar
Sommarnäs hjältegravar finns bredvid Sommarnäs kyrka. Minnesmärket på gravplatsen har designats av arkitekt Matti Visanti och invigdes den 5 juni 1949. Bredvid hjältegravarna finns även ett minnesmärke över de fallna som har begravts på andra sidan av gränsen i Karelen.

## Bilder

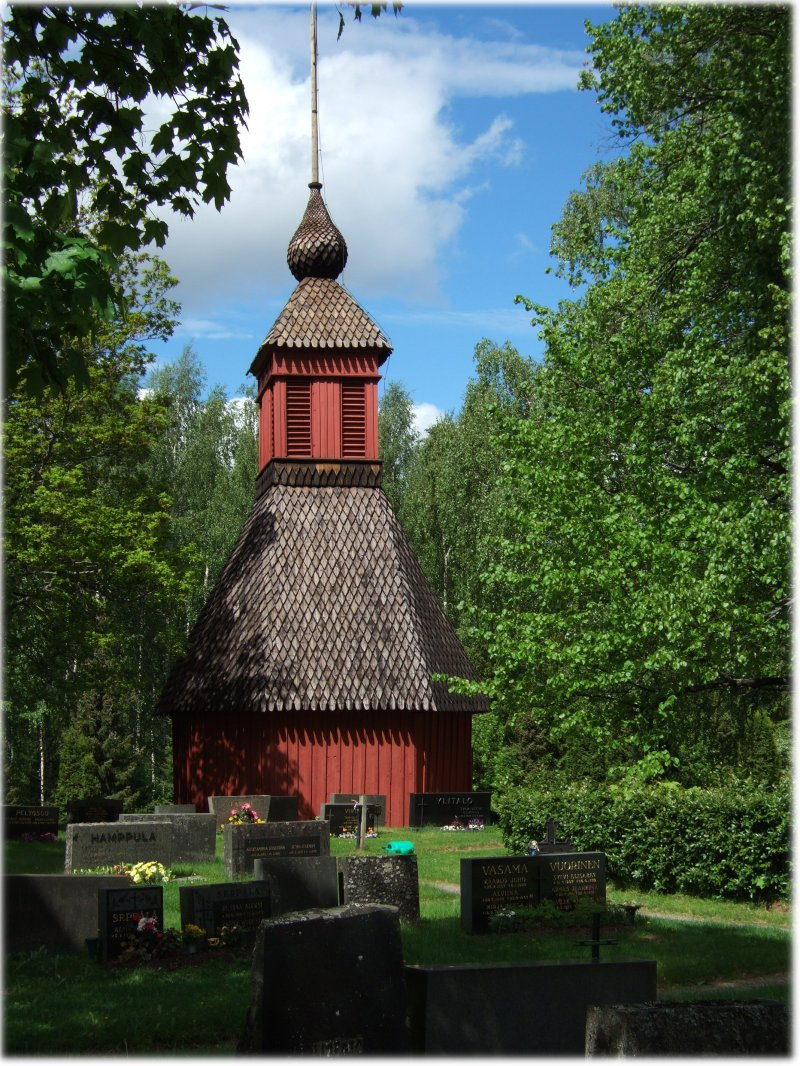
Sommarnäs kyrkas klockstapel.
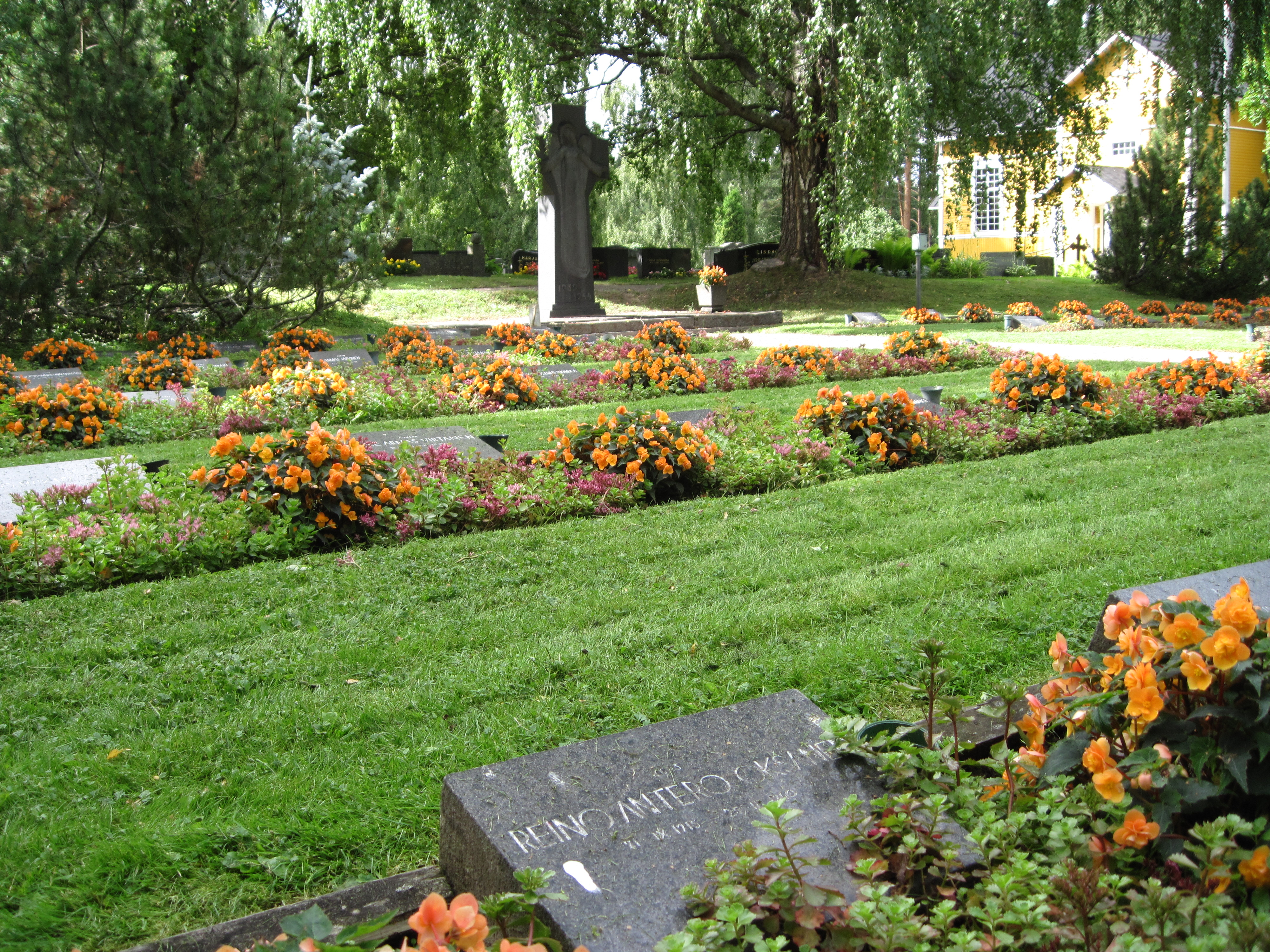
Sommarnäs hjältegravar.
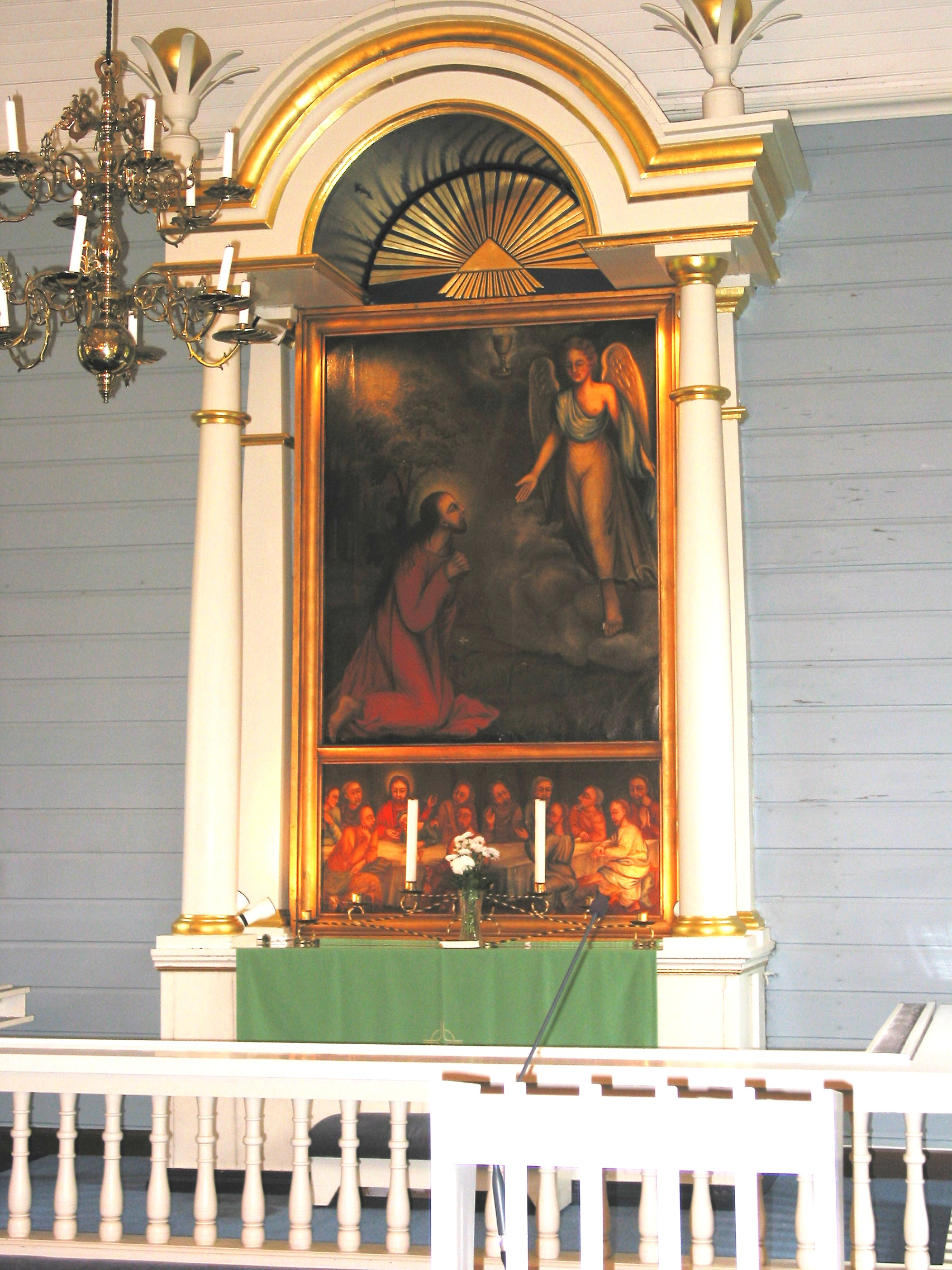
Sommarnäs kyrkas altartavla.
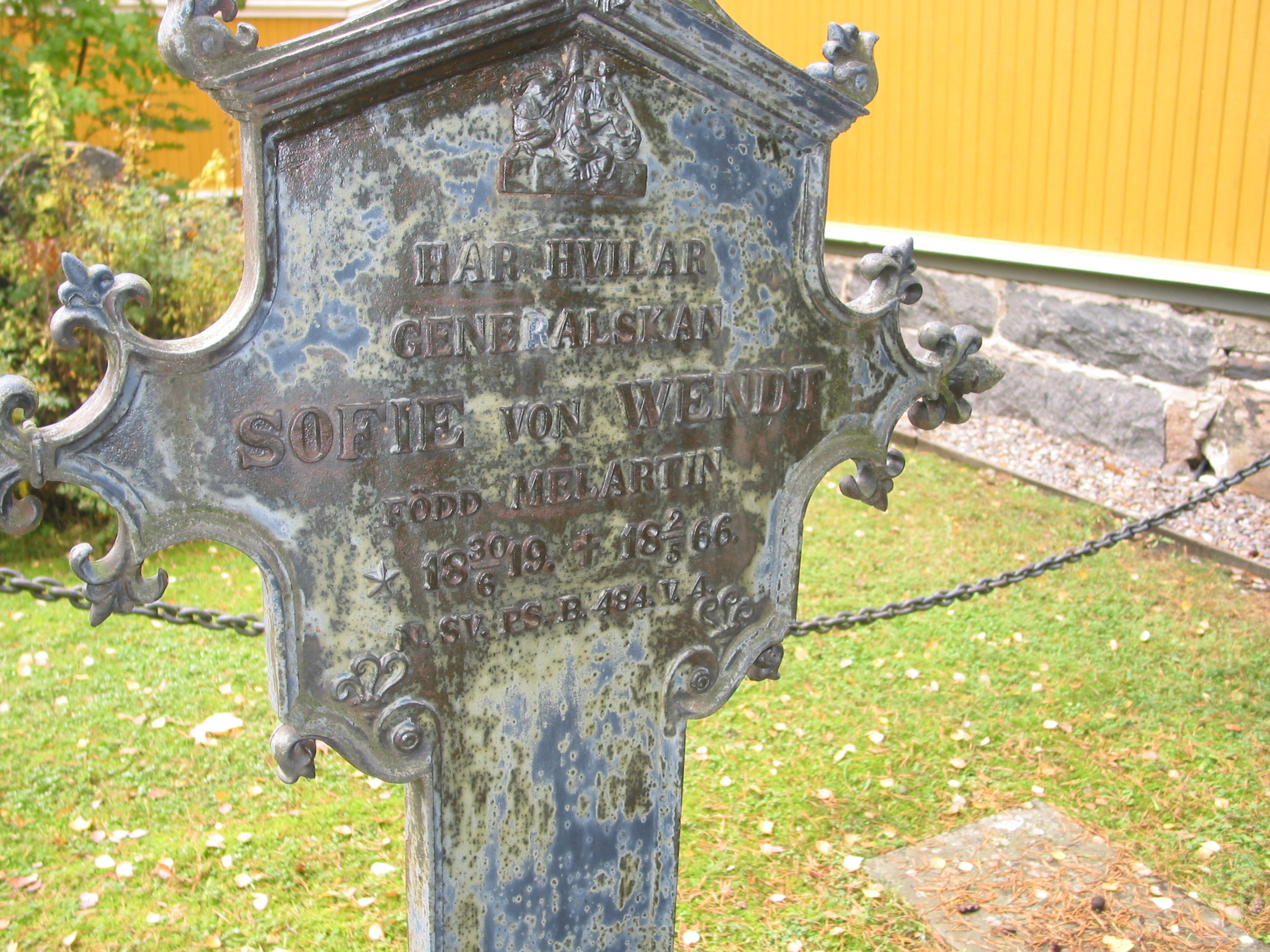
Ett gammalt järnkors på kyrkogården.
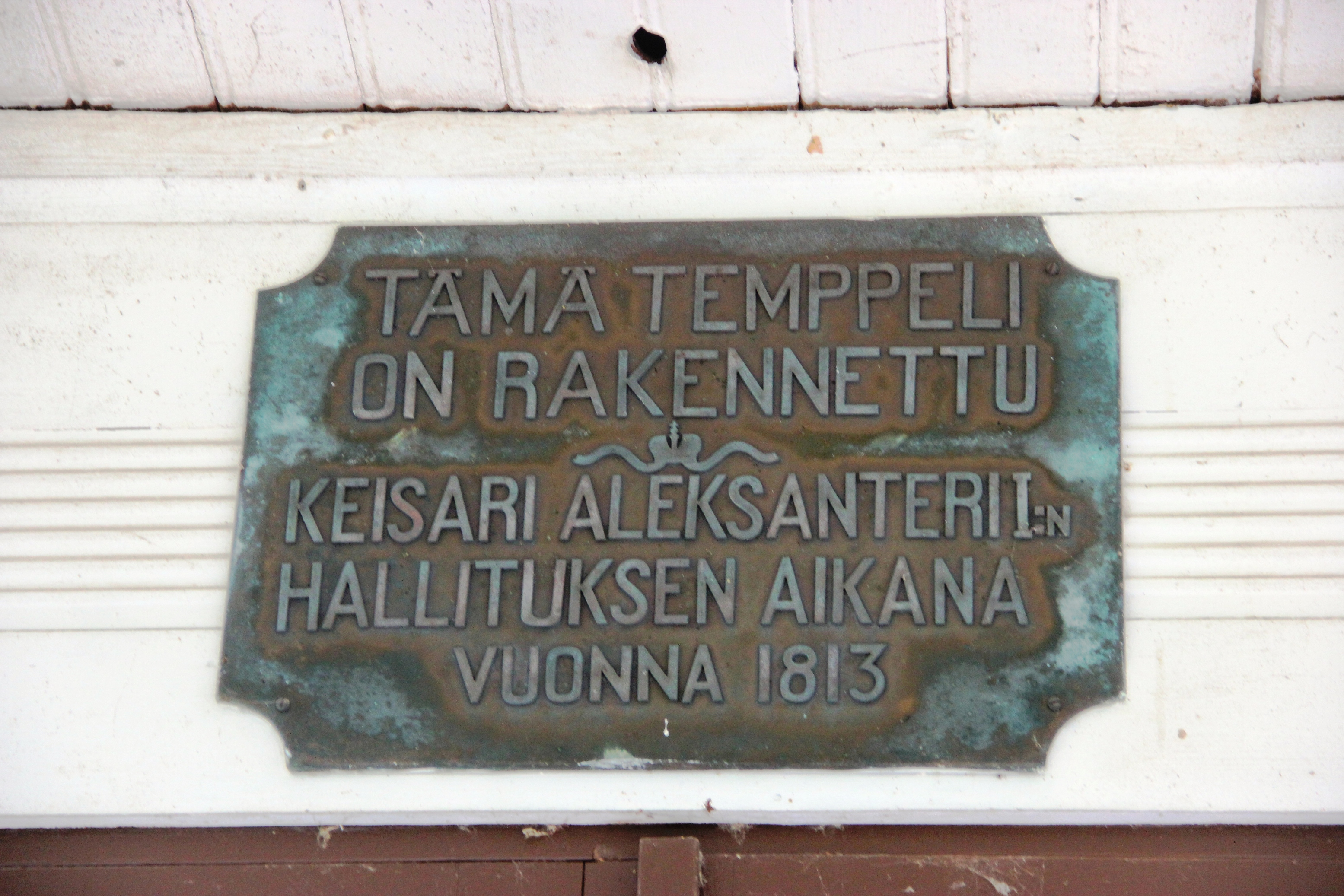
Plattan ovanför kyrkdörren: "Denna tempel byggdes under kejsar Alexander II:s regeringstid år 1813."
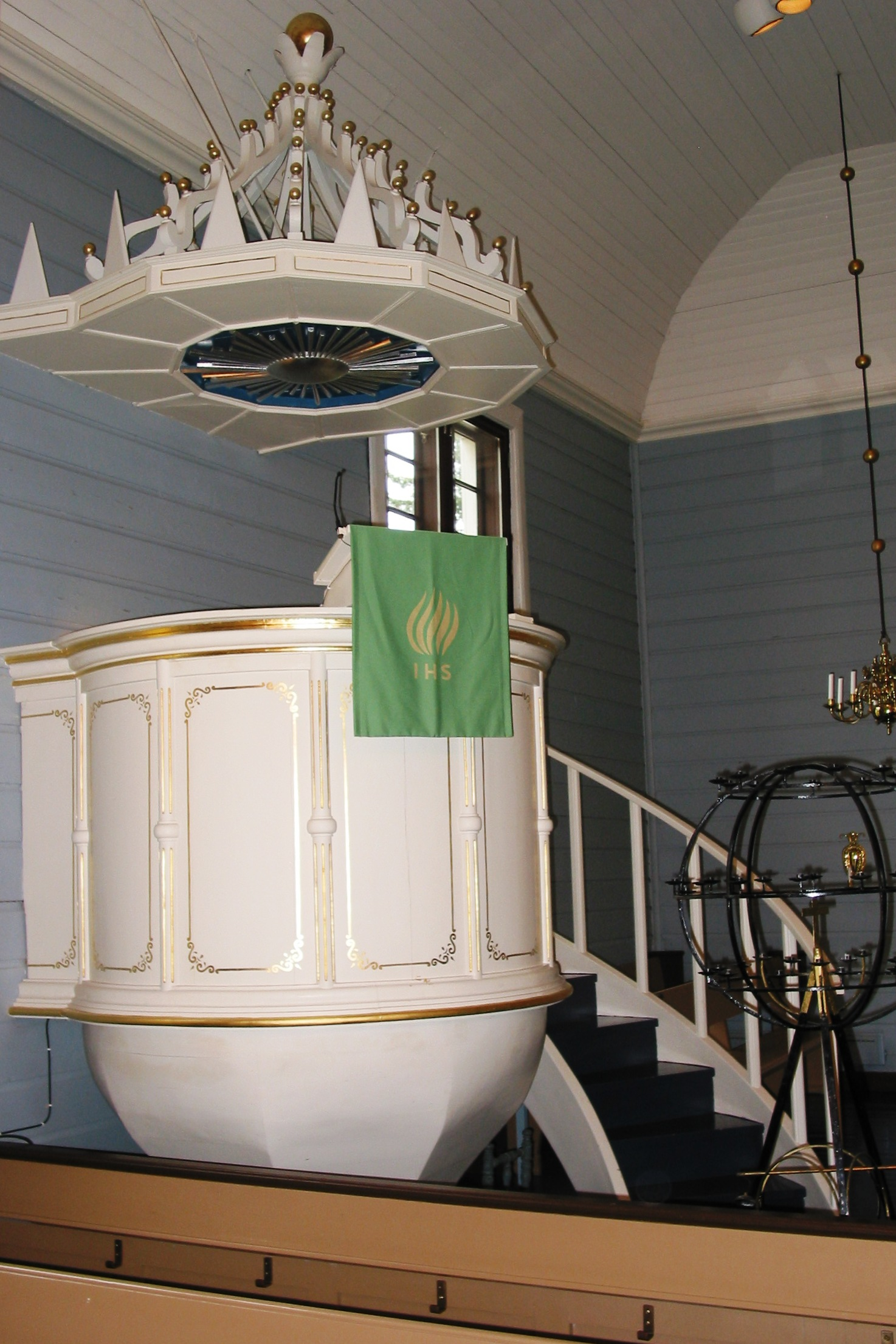
Kyrkans predikstol.
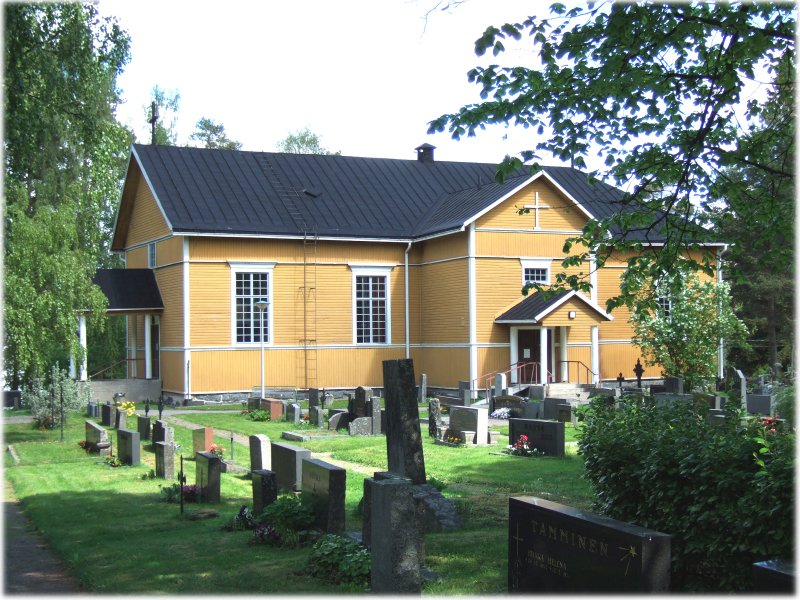
Sommarnäs kyrka år 2006.